# Омброне (река)
Омбро́не (итал. Ombrone) — река в Италии в регионе Тоскана, длина около 161 км. Впадет в Тирренское море. Исток реки находится недалеко от деревни Сан-Гусме (коммуна Кастельнуово-Берарденга). Площадь речного бассейна по разным оценкам составляет от 3480 до 3496—3500 км² За период с 1830 по 1973 годы объём годового стока взвешенных частиц уменьшилась с 6—7 млн м³ до недавних значений 1 млн м³. В 2012 и 2013 годах река выходила из берегов, что нанесло значительный ущерб сельскому хозяйству и объектам инфраструктуры.